# Monastère "St. Petka" - S'lp
Le monastère Sveta Petka est un monastère chrétien orthodoxe macédonien situé près du village de S'lp, à proximité de Veles. 
Il est situé sur la rive droite de la rivière Vardar, juste au-dessus de la voie ferrée, à environ 600 mètres de la gare « Rajko Jinzifov ». Il a été construit entre 2005 et 2008 et a été consacré le 11 octobre 2008. Son fondateur est Zoran Temelkov. Au sein du monastère se trouve une fontaine, une salle et des tables pour partager le déjeuner et les chalets d'été.